# Dysonia nigriventer
Dysonia nigriventer är en insektsart som beskrevs av Piza Jr. 1981. Dysonia nigriventer ingår i släktet Dysonia och familjen vårtbitare. Inga underarter finns listade i Catalogue of Life.